# La Hallotière
La Hallotière település Franciaországban, Seine-Maritime megyében. Lakosainak száma 204 fő (2022. január 1.). La Hallotière La Chapelle-Saint-Ouen, Le Mesnil-Lieubray, Nolléval, Sigy-en-Bray és Saint-Lucien községekkel határos.

## Népesség
A település népességének változása:
| Lakosok száma | 215  | 218  | 219  | 221  | 223  | 224  | 218  | 211  | 204  |
|               | 2013 | 2015 | 2016 | 2017 | 2018 | 2019 | 2020 | 2021 | 2022 |